# Allied Joint Force Command Naples
Das Allied Joint Force Command Naples (JFC Naples) ist eines der beiden operativen Hauptkommandos des Allied Command Operations (ACO) der NATO mit Hauptquartier bei Neapel, Italien. JFC Naples wurde am 15. März 2004 aktiviert, nachdem der Vorgänger Allied Forces Southern Europe (AFSOUTH) nach fast 53 Jahren deaktiviert wurde.

## Struktur
JFC Naples sind bzw. waren die folgenden Hauptquartiere unterstellt:
| Hauptquartier                                  | Ort                               |                                 |
| ---------------------------------------------- | --------------------------------- | ------------------------------- |
| NATO Military Liaison Office Belgrade          | Belgrad, Serbien                  |                                 |
| NATO Headquarters Sarajevo (NHQSa)             | Sarajevo, Bosnien und Herzegowina |                                 |
| NATO Headquarters Skopje (NHQSk)               | Skopje, Nordmazedonien            |                                 |
| Headquarters Allied Maritime Command Naples    | Neapel, Italien                   | Seit 27. März 2013 deaktiviert. |
| Headquarters Allied Air Command Izmir          | Izmir, Türkei                     | Seit 1. Juni 2013 deaktiviert   |
| Headquarters Allied Force Command Madrid       | Madrid, Spanien                   | Seit 14. Juni 2013 deaktiviert  |
| Joint Headquarters South - JHQ SOUTH           | Verona, Italien                   | Seit 2004 deaktiviert           |
| Joint Headquarters Southcentre - JHQ SOUTHCENT | Larisa, Griechenland              | Seit 2004 deaktiviert           |
| Joint Headquarters Southeast - JHQ SOUTHEAST   | Izmir, Türkei                     | Seit 2004 deaktiviert           |

Zum Verantwortungsbereich (area of responsibility) gehört der Mittelmeerraum mit den angrenzenden Ländern: Spanien einschl. Kanarischen Inseln, Italien, Griechenland, Türkei und Ungarn.

## Leitung
Das Kommando hat ein Admiral der US Navy inne, der zugleich auch Kommandeur der US Naval Forces Europe-Africa (NAVEUR-NAVAF) ist.
| Nr. | Name                    | Bild | Beginn der Berufung       | Ende der Berufung |
| --- | ----------------------- | ---- | ------------------------- | ----------------- |
| 1   | Gregory G. Johnson      |      | 2001 (AFSOUTH-Kommandeur) | 8. Okt. 2004      |
| 2   | Michael G. Mullen       |      | 8. Okt. 2004              | 23. Mai 2005      |
| 3   | Henry G. Ulrich III.    |      | 23. Mai 2005              | 30. Nov. 2007     |
| 4   | Mark P. Fitzgerald      |      | 30. Nov. 2007             | 6. Okt. 2010      |
| 5   | Samuel J. Locklear III. |      | 6. Okt. 2010              | 24. Feb. 2012     |
| 6   | Bruce W. Clingan        |      | 24. Feb. 2012             | 22. Juli 2014     |
| 7   | Mark E. Ferguson III.   |      | 22. Juli 2014             | 7. Juni 2016      |
| 8   | Michelle J. Howard      |      | 7. Juni 2016              | 20. Okt. 2017     |
| 9   | James G. Foggo III.     |      | 20. Okt. 2017             | 17. Juli 2020     |
| 10  | Robert P. Burke         |      | 17. Juli 2020             | 27. Juni 2022     |
| 11  | Stuart Munsch           |      | 27. Juni 2022             |                   |